# Vreugdevuren van Scheveningen-Dorp en Duindorp
De vreugdevuren van Scheveningen-Dorp en Duindorp zijn sinds de jaren tachtig van de 20e eeuw een traditie van het bouwen en ontsteken van een vreugdevuur op oudejaarsavond in het stadsdeel Scheveningen van de gemeente Den Haag. Tussen Scheveningen-Dorp en Duindorp, twee woonwijken aan weerszijden van de Scheveningse Havens, vond er tot de jaarwisseling 2018/'19 een informele wedstrijd plaats om het grootste vreugdevuur te bouwen en eventueel het wereldrecord te verbeteren.

## Geschiedenis
De traditie komt voort uit de traditionele kerstboomverbranding na het 'kerstbomen rausen' dat in verschillende Haagse buurten tot vechtpartijen leidde in de jaren 1980. Tijdens de jaarwisseling 1983/'84 was de brandweer in Den Haag door het grote aantal branden (onbekend is hoeveel) niet in staat om op alle meldingen te reageren. Het jaar daarop werd zand gestort op potientële brandplaatsen, en brandbare materialen werden tijdig opgeruimd. Het aantal spontane vreugdevuren nam af. In 1994 waren er nog 55 gedoogde vuren. In de 'Millenniumnacht' (1999/2000) waren er 25 locaties met brandstapels, in 2006 nog vier, waaronder in Scheveningen Dorp en Duindorp. Deze vuren moesten van de gemeente wel aan een aantal voorwaarden voldoen: de maximale lengte × breedte × hoogte was 5 × 5 × 3 meter en er mocht pas op 31 december worden begonnen met bouwen. Er werd steeds meer gebouwd met makkelijker te stapelen houten pallets. Het team van Scheveningen-Dorp bouwt zijn vuur op het Noorderstrand, het Duindorpteam op het Zuiderstrand.
In 2007/'08 waren er weer 800 branden in de stad en de Mobiele Eenheid moest worden ingezet, maar bij Scheveningen en Duindorp was het 'redelijk rustig' en op de stranden zelfs 'gezellig'. Nadien ging het gedogen samen met steeds meer maatregelen om dat gedogen mogelijk te maken, zoals het plaatsen van hekken. Wetgeving werd tijdelijk omzeild. Op vragen over de toelating van de vreugdevuren werd geantwoord: "dat het toestaan van de vreugdevuren onderdeel uitmaakt van het totale pakket aan maatregelen om de jaarwisseling feestelijk te laten verlopen". En: "Het gaat hier om een Haagse traditie waarvoor geen vergunning is."
Tijdens de jaarwisseling 2013/'14 waren de stapels al twaalf meter hoog (= 120 pallets) en vielen ze brandend om. De bouwers zeggen een hoogterecord te willen vestigen. Door de gemeente werden vervolgens afspraken gemaakt en er werd een convenant getekend, de afgesproken hoogte voor 2014/'15 was vijftien meter. Deze hoogte werd niet gehandhaafd en burgemeester Van Aartsen achtte een hoogte van 35 meter 'aanvaardbaar'.
In 2014 slaagde het Scheveningse team erin om het vreugdevuur van het Noorderstrand te laten opnemen op de Inventaris Immaterieel Cultureel Erfgoed Nederland van het Kenniscentrum Immaterieel Erfgoed Nederland; de bouwers van het Duindorpse vreugdevuur hadden geen voordracht gedaan. Dat jaar behaalde het vuur van Duindorp een officieel record: de brandstapel van 15 bij 15 meter met 30.000 pallets werd door het Guinness Book of Records erkend als grootste vreugdevuur ter wereld. Qua volume is dat nog steeds het grootste vreugdevuur ter wereld, maar het is niet het hoogste vreugdevuur ter wereld, dat record is inmiddels o.a. in Noorwegen en Oostenrijk meerdere keren verbeterd en staat nu op 60,64 meter.
Volgens nieuwe afspraken was in 2016/'17 de maximale omvang 15 × 15 × 35 meter. De partij die dit het eerste bereikte heeft mocht als winnaar worden beschouwd. In 2017 werd er op een tevoren gelegde fundering (20 × 20 meter) 'recht omhoog gebouwd' in plaats van trapsgewijs, er waren ruzies, maar er volgden geen sancties. "De mannen gaan voor het Guinness Book of Records." schreef een ambtenaar. De bouw werd niet aangepast en de stapels werden steeds hoger.
In de evaluatie over 2017/'18 aan de gemeenteraad schreef burgemeester Krikke: "Belangrijke randvoorwaarde is dat de organisatoren zich strikt houden aan de veiligheidseisen."

## Vonkenregen 2018-2019
De basis van de vuurstapels was nu 22 × 22 meter, er waren extra afspraken over de bouwwijze (trapsgewijs). Het vreugdevuur van Scheveningen-Dorp was uiteindelijk 38,7 meter hoog, dat van Duindorp 37,8 meter, met 'een torentje' 41,4 meter.
Tijdens de jaarwisseling van 2018-2019 liep het vreugdevuur van Scheveningen-Dorp uit de hand toen een stevige zuidwestenwind brandende stukjes hout van het Noorderstrand in de richting van het dorp blies en een vonkenregen (ook wel 'vliegvuur' genoemd) veroorzaakte. Er braken tientallen branden uit toen huizen en gebouwen in de omgeving vlam vatten en er viel een dikke laag as in de wijde omgeving. Fietsen en auto's smolten, veel daken gingen kapot, andere moesten door de brandweer met veel water nat gehouden worden, hetgeen weer leidde tot waterschade. Voor zover bekend raakte er niemand gewond. Er bleek onder andere dat de bouwers zich niet aan de afspraak met de gemeente hadden gehouden om de stapel maximaal 35 meter hoog te maken met 10.000 kuub hout; volgens burgemeester Krikke waren ze allebei uiteindelijk 13 meter hoger geworden. Ze vroeg zich af of de vreugdevuren nog konden blijven bestaan.
De organisatie van de Scheveningse brandstapel zei erg geschrokken te zijn (volgens sommige berichten zelfs "in shock") en zich te beraden. Een teamlid verklaarde dat de wedstrijd met Duindorp 'uit de hand gelopen' was, maar wel blij te zijn dat Scheveningen had gewonnen. De gemeente en politie wisten vlak voor de jaarwisseling al dat de brandstapels hoger waren dan toegestaan (dat hadden de bouwteams zelf toegegeven), maar uit angst voor ongeregeldheden (onder andere rellen en brandstichting van burgers, zoals in het verleden (sinds de jaren tachtig) vaak in de wijken gebeurde en waarop de vreugdevuren op het strand een alternatief moesten zijn) besloot de gemeente de vreugdevuren toch door te laten gaan. Op deze beslissing kwam veel kritiek, aangezien de autoriteiten zich niet zouden moeten laten intimideren door geweldsdreigementen van burgers en de openbare veiligheid rondom de strandvuren hierdoor in gevaar is gekomen.

### Nasleep 2019
In januari 2019 kreeg burgemeester Krikke scherpe kritiek vanwege haar rol als burgemeester bij het uit de hand gelopen vreugdevuur. Door hoogleraar staats- en bestuursrecht Jon Schilder van de Vrije Universiteit Amsterdam werd haar onbehoorlijk bestuur verweten. Ze zou ernstige bestuurlijke fouten hebben gemaakt bij het toestaan van vreugdevuren in Scheveningen en Duindorp. De Onderzoeksraad voor Veiligheid (OVV) stelde een onderzoek in naar de gebeurtenissen en de rol van Krikke.
Op 3 oktober 2019 bracht de OVV zijn rapport uit. Daaruit bleek dat afspraken over de veiligheid onduidelijk waren en niet goed op papier stonden. Bovendien was het convenant waarop de afspraken waren gebaseerd nooit naar het nieuwe bestuur van de stichting die het vreugdevuur organiseert gestuurd. Drie dagen na het verschijnen van de rapportage trok Krikke haar conclusie en diende ze haar ontslag in als burgemeester van Den Haag.
Het incident leidde uiteindelijk tot strengere veiligheidseisen met bijbehorende vergunningen. Vreugdevuur Duindorp kon hieraan niet voldoen en besloot aanvankelijk op 28 november 2019 om te stoppen met het vreugdevuur. Op 3 december 2019 bleken de vergunningsaanvragen van zowel Scheveningen als Duindorp niet te voldoen.Uiteindelijk kon er een doorstart worden gemaakt met de vuren met aangepaste regels. Zo mogen de brandstapels niet hoger zijn dan 10 keer 10 keer 10 meter. Door de coronapandemie die in 2020 uitbrak konden de vreugdevuren tijdens de jaarwisselingen 2020/2021 en 2021/2022 niet doorgaan. Om nieuwe vonkenregens te voorkomen werden tijdens de jaarwisselingen daarna de vuren niet op oudejaarsavond, maar een dag eerder aangestoken. Dit was noodzakelijk omdat het zowel in 2022, 2023 als 2024 op oudejaarsavond te hard waaide, waardoor het te gevaarlijk zou zijn om de vuren op deze avond aan te steken.